# Bandera de Metán
La bandera de la ciudad de San José de Metán es la bandera oficial que utilizan las diferentes áreas y dependencias de la municipalidad de la Ciudad de Metán, capital del departamento de Metán.

## Simbolismo
La flor de lirio representa a San José, quien es el santo patrón de la ciudad. Las dos ramas de laurel son símbolo del primer encuentro entre José de San Martín, Manuel Belgrano y Martín Miguel de Güemes en la Posta de Yatasto. El poncho salteño simboliza la gesta heroica llevada a cabo por Güemes y la cultura de esa zona. El color Amarillo oro simboliza a la miel, que abunda en esa zona y de esa palabra se deriva el nombre "Metán", también simboliza a los suelos fértiles de la zona y al sol incaico. Los colores celeste y blanco, simbolizan a los colores de la bandera nacional.